# Drosophila ananassae (artgrupp)
Drosophila ananassae är en artgrupp inom släktet Drosophila som innehåller de tre artkomplexen, Drosophila ananassae, Drosophila ercepeae och Drosophila bipectinata samt 22 olika arter.
De fyra arter som ingår i artkomplexet bipectinata är mycket närbesläktade, uppskattningsvis har de divergerat från varandra för bara 283 000 till 385 000 år sedan.

## Arter inom artgruppenDrosophila ananassae[1][2][3][4][5]

### Artkomplexetananassae
- Drosophila ananassae
- Drosophila atripex
- Drosophila cornixa
- Drosophila ironensis
- Drosophila lachaisei
- Drosophila nesoetes
- Drosophila pallidosa
- Drosophila phaeopleura
- Drosophila varians

### Artkomplexetercepeae
- Drosophila comorensis
- Drosophila ercepeae
- Drosophila merina
- Drosophila vallismaia

### Artkomplexetbipectinata
- Drosophila bipectinata
- Drosophila malerkotliana
- Drosophila parabipectinata
- Drosophila pseudoananassae

### Övriga arter
- Drosophila andamanensis
- Drosophila micropectinata
- Drosophila pereirai